# Broager Sogn
Broager Sogn (dt.: Broacker) ist eine Kirchspielsgemeinde (dän.: Sogn) in Nordschleswig im südlichen Dänemark am Nordufer der Flensburger Förde.
Im Kirchspielsgebiet leben 4641 Menschen, davon 3277 im Ort Broager selbst (Stand:1. Januar 2023).

## Gemeindegebiet
Die Gemeinde Broager bildet eine Halbinsel, die im Süden durch die Außenförde begrenzt wird, im Nordwesten durch die Buchten des Nybøl Nor (dt. Nübeler Noor) und im Nordosten durch den Vemmingbund (Wemmingbund). Zwischen diesen besteht die einzige Landbrücke zur größeren Halbinsel Sundewitt (dän. Sundeved) mit den Nachbargemeinden Nybøl (Nübel) und Dybbøl (Düppel). Über die Meerenge zwischen Förde und Noor bei Egernsund (Ekensund) führt eine Klappbrücke im Verlauf der Fernstraße 8.
Das Gemeindegebiet wurde als Amt Broacker (bestehend aus den Gemeinden Broacker, Dünth, Gammelgab, Iller, Möllmark und Schelde), nachdem die Herzogtümer Schleswig und Holstein 1867 preußische Provinz geworden waren, dem Kreis Sonderburg zugeordnet. Dieser wurde aufgelöst, als der nördliche Teil Schleswigs 1920 wieder an Dänemark kam; bis 1970 gehörte Broacker/Broager wieder zur Nübelharde (Nybol Herred) im damaligen Aabenraa-Sønderborg Amt, danach zur Broager Kommune im damaligen Sønderjyllands Amt, die im Zuge der Kommunalreform zum 1. Januar 2007 in der „neuen“  Sønderborg Kommune in der Region Syddanmark aufgegangen ist.

## Orte und Sehenswürdigkeiten
- Im Ortsteil Smøl (Schmöl) befindet sich mit dem Smøl Vold (Schmölwall)  eine kleine abgegangene Burganlage.
- Beim Ortsteil Iller befanden sich früher zahlreiche Ziegeleien.